# 86: Eighty Six
86: Eighty Six (яп. エイティシックス Эйти Сиккусу, «86: Восемьдесят шесть») — ранобэ писательницы Асато Асато. Ранобэ издаётся в журнале Dengeki Bunko с 2017 года. На его основе были выпущены четыре манги и аниме-сериал.

## Сюжет
Уже девять лет идёт война между республикой Сан-Магнолия и соседней империей Гиад. Изначально республика несла огромные потери в битвах с беспилотными «Легионами» Гиада, но со временем создала собственные машины — «Джаггернауты», которыми удалённо управляют кураторы. Теперь многие жители республики, включая военных, относятся к войне несерьезно, ведь империя пала, а её «Легионы» просто продолжают следовать программе атаки на другие страны и выйдут из строя через два года. И хотя обычные граждане верят, что битвы проходят между роботами без участия людей, на деле «Джаггернаутами» управляют люди, известные как «восемьдесят шестые» — представители расы колората. Изначально колората имели равные права с доминирующей расой республики альба, но позже были лишены их вплоть до того, что их сравняли со скотом, не считают людьми и не разрешают иметь имена. Колората вынуждены жить в лагерях в «несуществующем» 86-м районе и сражаться в битвах республики против империи.
Майор Владилена Милизэ получает назначение стать куратором для элитной эскадрильи «Спирхед» на восточном фронте, в котором сражаются ветераны восемьдесят шестых, заслужившие себе имена. Руководящий эскадрильей Синъэй Нодзэн известен тем, что многие из его кураторов сходили с ума и совершали самоубийства. Со временем Лена проникнется симпатией к колората и вместе с Сином узнает тёмные секреты, стоящие за противостоянием республики и империи.

## Персонажи
Синъэй «Син» Нодзэн  (яп. シンエイ・ノウゼン Синъэй Но:дзэн) — главный герой, «восемьдесят шестой», командир эскадрильи «Спирхед». Известен под позывным «Андертейкер» и прозвищем «Жнец смерти», так как добивает раненых членов эскадрильи, чтобы их личность не досталась боевым машинам Легиона.
Сэйю: Сёя Тиба
Владилена «Лена» Милизэ (яп. ヴラディレーナ・ミリーゼ Врадирэ:на Мири:дзэ) — майор республики Сан-Магнолия, представительница доминирующей расы альба, живущая в первом районе. Куратор эскадрильи «Спирхед», руководящая ею из Генштаба с помощью специального устройства связи — пара-рейда, позволяющего синхронизировать чувства между куратором и находящимся в бою бойцом.
Сэйю: Икуми Хасэгава
Райдэн Сюга (яп. ライデン・シュガ) — заместитель Сина в эскадрилье «Спирхед».
Сэйю: Сэйитиро Ямасита

## Медиа

### Ранобэ
Ранобэ написано Асато Асато и проиллюстрировано Сираби, дизайн меха был выполнен I—IV. С 2017 года издательство ASCII Media Works выпустило десять книг под своим импринтом Dengeki Bunko.
Американское издательство Yen Press лицензировало ранобэ на территории Северной Америки, российское «Истари комикс» — для издания на русском языке.
| №  | Заглавие | Дата публикации     | ISBN                   |
| -- | --- | ------------------- | ---------------------- |
| 1  | Eighty-Six Эйти сиккусу (エイティシックス)                                                                      | 10 февраля 2017 г.  | ISBN 9784048926669     |
| 2  | Run Through the Battlefront (Start) Ран Суру: дза Батуруфуронто (дзё) (ラン・スルー・ザ・バトルフロント 〈上〉) | 7 июля 2017 г.      | ISBN 9784048932325     |
| 3  | Run Through the Battlefront (Finish) Ран Суру: дза Батуруфуронто (гэ) (ラン・スルー・ザ・バトルフロント 〈下〉) | 9 декабря 2017 г.   | ISBN 9784048933971     |
| 4  | Under Pressure Анда: Пурэсся: (アンダー・プレッシャー)                                                          | 10 мая 2018 г.      | ISBN 9784048938303     |
| 5  | Death, Don't Be Proud Си ё, огору накарэ (死よ、驕るなかれ)                                                     | 10 октября 2018 г.  | ISBN 9784049120929     |
| 6  | The Rising Sun Does Not Rise for the Eternal Night Акэнэба косо ёру ва нагаку (明けねばこそ夜は永く)            | 10 апреля 2019 г.   | ISBN 9784049124613     |
| 7  | Mist Мисуто (ミスト)                                                                                            | 10 сентября 2019 г. | ISBN 9784049127980     |
| 8  | Gun Smoke On the Water Гансумо:ку он дза Во:та: (ガンスモーク・オン・ザ・ウォーター)                            | 9 мая 2020 г.       | ISBN 9784049131857     |
| 9  | Valkyrie Has Landed Варукири: Хадзу Рандэддо (ヴァルキリィ・ハズ・ランデッド)                                   | 10 февраля 2021 г.  | ISBN 9784049133097     |
| 10 | Fragmental Neoteny Фурагумэнтару Нэотэни: (フラグメンタル・ネオテニー)                                          | 10 июня 2021 г.     | ISBN 978-4-04-913880-1 |
| 11 | Dies Passionis Диэсу Пасионису (ディエス・パシオニス)                                                           | 10 февраля 2022 г.  | ISBN 978-4-04-914149-8 |
| 12 | Holy Blue Bullet Хо:ри: Буру: Бурэтто (ホーリィ・ブルー・ブレット)                                              | 10 февраля 2023 г.  | ISBN 978-4-0491-4396-6 |
| 13 | Dia Hunter Диа Ханта: (ディア・ハンター)                                                                        | 10 января 2024 г.   | ISBN 978-4-049-15071-1 |

### Манга
Адаптация ранобэ в виде манги, созданная Мотоки Ёсихарой, публиковалась в сэйнэн-журнале Young Gangan издательства Square Enix с 2018 по 2021 год.
| № | Дата публикации     | ISBN                   |
| - | ------------------- | ---------------------- |
| 1 | 10 октября 2018 г.  | ISBN 9784757558700     |
| 2 | 10 сентября 2019 г. | ISBN 9784757562783     |
| 3 | 10 июня 2021 г.     | ISBN 978-4-7575-7307-9 |

Спин-офф манга под названием 86: Operation High School авторства Судзумэ Сомэмии начала публиковаться 27 июня 2020 года в журнале Monthly Comic Alive издательства Media Factory. Её выход завершился 27 августа 2021 года.
| № | Дата публикации     | ISBN                   |
| - | ------------------- | ---------------------- |
| 1 | 21 января 2021 г.   | ISBN 9784046800060     |
| 2 | 22 сентября 2021 г. | ISBN 978-4-04-680538-6 |

Третья манга под названием 86: Run Through the Battlefront авторства Хирои Ямадзаки публиковалась в приложении Manga Up! издательства Square Enix с 24 января по 5 сентября 2021 года.
| № | Дата публикации | ISBN                   |
| - | --------------- | ---------------------- |
| 1 | 10 июня 2021 г. | ISBN 978-4-7575-7308-6 |

С апреля 2021 по октябрь 2022 года в журнале Monthly Comic Alive выходила манга-приквел для ранобэ под названием 86 -Fragmental Neoteny-.
| № | Дата публикации     | ISBN                   |
| - | ------------------- | ---------------------- |
| 1 | 22 сентября 2021 г. | ISBN 978-4-04-680903-2 |
| 2 | 22 июня 2022 г.     | ISBN 978-4-04-681229-2 |
| 3 | 22 декабря 2022 г.  |                        |

С 27 марта 2023 по 27 февраля 2025 года в журнале Comic Alive выходил махо-сёдзё-спинофф 86: Mahou Shoujo Regina☆Lena - Tatakae! Ginga Koukou Senkan San Magnolia.
| № | Дата публикации  | ISBN                   |
| - | ---------------- | ---------------------- |
| 1 | 28 марта 2024 г. | ISBN 978-4-04-681353-4 |

### Аниме
15 марта 2020 года в ходе трансляции, посвященной первой годовщине сайта публикации ранобэ Kimirano компании Kadokawa, состоялся анонс аниме-экранизации 86: Eighty Six. За производство взялась студия A-1 Pictures под контролем режиссёра Тосимасы Исии по сценарию Тосии Оно. Дизайнером персонажей выступает Тэцуя Каваками, а Хироюки Савано и Кота Ямамото написали для него музыку. CG разработано компанией Shirogumi. Изначально показ сериала планировался на 2020 год, но потом он был перенесён. Аниме выпускалось в формате сплит-кура, первая половина которого транслировалась на Tokyo MX и других каналах с 11 апреля по 20 июня 2021 года.
Премьера второй половины сериала прошла 3 октября 2021 года. В ходе её показа выход серий несколько раз откладывался из-за «проблем производства», из-за чего выход эпизодов 22 и 23 были смещён на январь 2022 года, но позже, для «обеспечения качества», премьеру перенесли на 12 и 19 марта 2022 года соответственно.
Начальная тема сериала — «3-bun 29-byō» (яп. 3分29秒 Сан бун ни дзю: кю: бё:, «3 минуты 29 секунд») в исполнении Хиториэ, первая завершающая — «Avid», исполненная mizuki в составе проекта SawanoHiroyuki[nZk], вторая — «Hands Up to the Sky» в её же исполнении. Второй вступительной темой стала «Kyōkaisen» (яп. 境界線 Кё:кайсэн, «Граница»)) в исполнении Amazarashi, тогда как третьей завершающей композицией стала «Alchemila» (яп. アルケミラ Арукэмира) от Regal Lily
За пределами Азии аниме транслируется через стриминговый сервис Crunchyroll. В Юго-Восточной Азии аниме лицензировано Muse Communication и транслируется на iQIYI и Bilibili.

## Критика
С момента своего выпуска произведение получило широкое признание критиков. Ранобэ получило высшую награду от Dengeki Novel Prize в 2016 году. Оно также заняла второе место в 2018 году в ежегодном гайде Kono Light Novel ga Sugoi! в категории бункобон и пятое в 2019 году.